# Buffonellaria acutirostris
Buffonellaria acutirostris är en mossdjursart som beskrevs av Seo och Gong 2006. Buffonellaria acutirostris ingår i släktet Buffonellaria och familjen Celleporidae. Inga underarter finns listade i Catalogue of Life.